# Ray Marshall
Pour les articles homonymes, voir Marshall.
Ray Marshall, né le 22 août 1928 à Oak Grove (Louisiane), est un homme politique américain. Membre du Parti démocrate, il est secrétaire au Travail entre 1977 et 1981 dans l'administration du président Jimmy Carter.

## Sources
- (en) Cet article est partiellement ou en totalité issu de l’article de Wikipédia en anglais intitulé « Ray Marshall » (voir la liste des auteurs).
- Ressources relatives à la vie publique :   - C-SPAN
  - Documents diplomatiques suisses 1848-1975
- Ressource relative à la recherche :   - Mathematics Genealogy Project